# Vindula adina
Vindula adina är en fjärilsart som beskrevs av Hans Fruhstorfer 1906. Vindula adina ingår i släktet Vindula och familjen praktfjärilar. Inga underarter finns listade i Catalogue of Life.